# Сенсорный порог
Сенсорный порог (порог физиологического ощущения) — то количество раздражителя, которое вызывает едва заметное ощущение, его утрату или смену ощущений.

## Виды порогов
Различают четыре вида сенсорных порогов:
- Верхним абсолютным порогом называется та величина стимула, при воздействии которой на органы чувств сила ощущения перестаёт расти или ощущение меняет модальность.
- Нижним абсолютный порогом называют то минимальное количество раздражителя, которое впервые начинает вызывать какое-либо ощущение.
- Разностным (дифференциальным) порогом называется минимальный прирост величины раздражителя, который сопровождается едва заметным изменением ощущения.
- Относительным порогом называется минимальное различие в физической характеристике ощущения, которое будет едва заметно.

Стоит отметить, что уровень порога ощущения имеет обратную связь с количественным показателем соответствующего типа чувствительности (в данной модальности).
Величина порога может колебаться в зависимости от различных факторов, влияющих на жизнедеятельность человека: возраст, пол, образ жизни, длительность стимуляции, частота или интенсивность стимуляции.

## История
Сенсорные пороги впервые были описаны Иоганном Гербартом и Густавом Фехнером, которые воспринимали порог как границу, которая разделяет воспринимаемые и не воспринимаемые органами чувств раздражители.
В некоторых современных психофизических подходах пороговый принцип работы сенсорных систем не признается, а утверждается, как вероятностный принцип. Идея этого принципа, построенная на критических замечаниях в адрес Г. Фехнера со стороны его современника и оппонента Г. Мюллера, сводится к тому, что ощущения непрерывны, на сенсорном континууме нет разрыва в виде пороговой точки, и соответственно любой, даже очень слабый стимул может с определенной вероятностью вызвать осознанное ощущение. В современных психофизических теориях представлены оба этих подхода.

## Измерение порогов
Существует много различных вариантов измерения пороговых показателей. К классическим (фехнеровским) относятся три метода измерения порогов: метод минимальных изменений, метод средней ошибки и метод постоянных раздражителей.